# Haven van Cuijk
De Haven van Cuijk is een binnenhaven- en industriegebied aan de Maas ten westen van Katwijk. De maximaal toegestane afmetingen voor schepen zijn: lengte 100,00 m, breedte 12,40 m en diepgang 3,00 m. CEMT-klasse Va.

## Keersluis
De haven is bereikbaar vanaf de Maas bij km 132,42 via een keersluis. De keersluis heeft een doorvaartbreedte van 12,00 m, de vrije hoogte onder de hefdeur is NAP +17,80 m en de drempeldiepte bedraagt NAP +3,80 m. Om de keersluis te passeren moet een vergoeding worden betaald, met een heffingsaanslag achteraf. Als het water in de Maas hoger komt dan NAP +8,80 m of lager dan NAP +6,90 m wordt de haven afgesloten door de hefdeur neer te laten.

## Haven
De haven bestaat uit een noord-zuid gericht bekken van 950 m lang; op ongeveer driekwart ligt linksaf een west-oost gericht bekken van 760 m lang. De breedte is van 34 tot 72,50 m, bodembreedte 14 tot 50 m. Op km 1,34 vanaf de invaart bij de Maas ligt in het west-oost-bekken de Georgia Pacific loopbrug, een vaste brug met dezelfde hoogte boven het stuwpeil als de hefdeur van de keersluis.

De lengte van de kade is 150 meter.

## Industrieterrein
Het industrieterrein met haven is eind jaren 60 van de 20e eeuw aangelegd. De belangrijkste activiteit bestaat uit de overslag van bulkgoederen, waarbij grind en zand een overheersende positie inneemt. Er is sinds 2013 ook een containerterminal, geëxploiteerd door Inland Terminal Cuijk (onderdeel van de Van Berkel Groep). De firma Smals, die het merendeel van de ontgrondingen van de Kraaijenbergse Plassen en de Heeswijkse Plas heeft uitgevoerd, heeft een brekerij op het terrein. De ontzanding is beëindigd. Het 500 ha grote watergebied is ingericht voor recreatie.
Op het industrieterrein is onder meer een bio-energiecentrale, een papierfabriek, een talkfabriek, een potgrondfabriek, een oliehandel en mengvoederhandel te vinden. Er wordt jaarlijks ongeveer 1 miljoen ton grind, en meerdere miljoenen ton industrie- en ophoogzand overgeslagen. Een deel van dit materiaal, toutvenant genaamd, wordt vanuit Duitsland en Limburg per schip naar de brekerij vervoerd. Ook wordt het meeste zand en grind per schip naar de gebruikers gebracht, afgezien van het vervoer per vrachtauto naar afnemers in de nabije omgeving. Een deel van het van buiten aangevoerde materiaal wordt opgeslagen in een onderwaterbassin, namelijk Plas 4 van de Kraaijenbergse Plassen.
Een belangrijk industriebedrijf op het terrein is Essity, een vestiging van een Zweeds bedrijf. Dit bedrijf fabriceert tissues uit oud papier en cellulose, onder meer voor het merk Tork. Een ander belangrijk industriebedrijf is Avantiv, een vestiging van een Amerikaans bedrijf, gespecialiseerd in "non-woven" schoonmaak- en vochtabsorptieproducten.
Verder kan genoemd worden de biomassacentrale die elektriciteit maakt van houtsnippers. Deze centrale was de eerste biomassacentrale in Nederland en heeft een vermogen van 23 MW.